# Nina (cantora)
Nina  é o nome artístico de Anna Maria Agustí Flores (Lloret de Mar, Girona (província), 1 de outubro de 1966 - ), uma cantora e atriz catalã.

## Biografia
Thiago te ama Faz o seu início artístico na década de 1980 (1983), em orquestras de  "Costa Brava" ou "Xavier Cugat", sendo apadrinhada pelo músico catalão Xavier Cugat. Em 1987, surgiu na TVE como apresentadora do concurso  Un, dos, tres... responda otra vez  Em 1989, representou a Espanha no Festival Eurovisão da Canção 1989 na cidade suíça de Lausana, classificando-se em sexto lugar com a canção Nacida para amar composta por Juan Carlos Calderón. A partir daí desempenharia diversos papéis como atriz na TV3 e TVE, colaborando também na rádio, tendo feito discos em catalão.
Dedicou-se também ao teatro musical em Las cuatro cartas (1990), Cabaret (1992), Casem-nos una mica (1993), T´odio amor meu-Te odio mi amor (1995), Company (1997), Pierrot Lunaire (1998), Corre, corre Diva (1998), Espai pel somni (1999), Programa Sondheim (2000) e entre 2004 e 2008 protagonizando a versão espanhola de Mamma Mia! inspirado no grupo sueco ABBA, estreado em Madrid e levado a ensaiar em 2007 a Barcelona.
Em 2001 foi selecionada como diretora do reality musical Operação Triunfo, em (Espanha) (que teve um êxito de audiências O seu papel como diretora da Academia Musical durou mais duas edições, mas deu-lhe grande popularidade em toda a Espanha.
En 2003 celebrou os seus 20 anos de trajetória artística com o espetáculo 20 anys i una nit (20 anos e uma noite) editado em CD-DVD com uma seleção de canções de toda a sua carreira, um espetáculo dirigido por  Andreu Buenafuente.
Nina é uma grande apreciadora das canções de Joan Manuel Serrat e de Lluís Llach, no seu disco 20 anys i una nit (2003) fez-lhes uma pequena homenagem numa peça intitulada  Mix Llach-Serrat, com canções dos dois autores,peça incluída também na sua compilação Bàsic (2007). Em 2007 participa no disco coletivo de homenagem a Serrat, que se intitula  Per al meu amic Serrat (Discmedi, 2007) no qual canta o tema Fins que cal dir-se adéu, já no seu disco disco Quan somniïs fes-ho en mi (2002) havia cantado Paraules d´amor, nesse mesmo disco, Nina cantou o tema Amor particular de Lluís Llach.
Também em 2003, foi incluída nas listas eleitorais de CiU para as eleições municipais para o município  de Lloret de Mar na qualidade de independente para ocupar o cargo da área da cultura, mas que não foi eleita por apenas 4 votos.
No verão de  2007 apresentou o programa musical na TV3 chamado "Manía" e estreia em Barcelona o musical Mamma mia!, que continuou no ano seguinte. Ainda em 2008, Nina protagonizou a banda sonora  do filme de animação Cher Ami -Querido amigo-, ambientada na Primeira Guerra Mundial e produzida na Catalunha.

## Discografia
- Una mujer como yo (1989)
- Rompe el tiempo (1990)
- Començar de zero (1995)
- Corre, corre Diva (1998)
- Espai pel somni (2000)
- Stephen Sondheim (2001)
- Quan somniïs fes-ho en mi (2002)
- 20 anys i una nit (2005)
- B.S.O. Mamma mia! El Musical. Edición Española. (2005)
- Bàsic (2007)